# Elecciones generales de San Vicente y las Granadinas de 1951
Las elecciones generales de San Vicente y las Granadinas de 1951 tuvieron lugar el lunes 15 de octubre del mencionado año con el objetivo de elegir, por medio de escrutinio mayoritario uninominal, a ocho integrantes de un Concejo Legislativo autónomo. Fueron las primeras elecciones bajo sufragio universal para adultos que tenían lugar en el archipiélago, entonces una colonia del imperio británico, inaugurando la historia electoral contemporánea del país.
De cara a los comicios Sindicato Unificado de Trabajadores, Campesinos y Tasadores se constituyó como partido político bajo el nombre de Octavo Ejército de Liberación (EAL), presentándose a las elecciones bajo el liderazgo de George Charles, y postulando candidatos para los ocho escaños. En seis circunscripciones se presentaron candidaturas de la Asociación de los Trabajadores (WA). Hubo a su vez siete candidatos independientes, evitándose de este modo que se produjeran victorias sin oposición.
El EAL, cuyo manifiesto prometía «un día mejor, un día más brillante y un día más próspero», dominó la elección al recibir el 70,42% del total de votos válidamente emitidos y se impuso en todas las circunscripciones, asegurándose la totalidad de los escaños electos. La Asociación de los Trabajadores se ubicó en segundo puesto con el 17,98% de los votos y los candidatos independientes reunieron, juntos, el 11,59% restante, pero no lograron obtener escaños. La participación fue del 69,72% del electorado registrado.

## Sistema electoral
El Concejo Legislativo estaba compuesto por catorce miembros, de los cuales ocho serían elegidos directamente por los ciudadanos adultos de la colonia mediante escrutinio mayoritario uninominal. El archipiélago se dividió en ocho circunscripciones con esta finalidad, siete correspondiendo a San Vicente y la restante a las islas Granadinas. El día de la nominación de candidatos fue el 10 de septiembre, por lo que la campaña duró treinta y tres días. El Administrador de la colonia, dos miembros ex officio (el Abogado de la Corona y el Tesorero), así como tres miembros designados por el Gobernador General, completarían el cuerpo legislativo, cuya primera reunión después de las elecciones fue el 1 de noviembre.

## Resultados

### Nivel general
|  | 70.42 % |

|  | 17.98 % |

|  | 11.59 % |

|  | 93.21 % |

|  | 6.79 % |

|  | 100.00 % |

|  | 69.72 % |

### Desglose por circunscripción
| Circunscripción    | EAL    | EAL    | WA            | WA            | Ind.          | Ind.          | Parlamentarios electos   | Parlamentarios electos | Parlamentarios electos              |
| Circunscripción    | Votos  | %      | Votos         | %             | Votos         | %             | Parlamentarios electos   | Parlamentarios electos | Parlamentarios electos              |
| ------------------ | ------ | ------ | ------------- | ------------- | ------------- | ------------- | ------------------------ | ---------------------- | ----------------------------------- |
| Sotavento Norte    | 1.794  | 62,14% | 1.093         | 37,86%        | Sin candidato | Sin candidato | Samuel Eric Slater       |                        | Octavo Ejército de Liberación (EAL) |
| Sotavento Sur      | 2.106  | 89,66% | Sin candidato | Sin candidato | 243           | 10,34%        | Herman Fraser Young      |                        | Octavo Ejército de Liberación (EAL) |
| Kingstown          | 1.065  | 48,90% | 861           | 39,53%        | 252           | 11,57%        | Rudolph Elliot Baynes    |                        | Octavo Ejército de Liberación (EAL) |
| Saint George       | 1.726  | 81,07% | 314           | 14,75%        | 89            | 4,18%         | Julian Augustus Baynes   |                        | Octavo Ejército de Liberación (EAL) |
| Barlovento Sur     | 1.834  | 85,03% | 186           | 8,62%         | 137           | 6,35%         | Evans Berkley Morgan     |                        | Octavo Ejército de Liberación (EAL) |
| Barlovento Central | 1.634  | 76,86% | 277           | 13,03%        | 215           | 10,11%        | George Hamilton Charles  |                        | Octavo Ejército de Liberación (EAL) |
| Barlovento Norte   | 1.572  | 63,39% | 472           | 19,03%        | 436           | 17,58%        | Ebenezer Theodore Joshua |                        | Octavo Ejército de Liberación (EAL) |
| Granadinas         | 813    | 53,98% | Sin candidato | Sin candidato | 693           | 46,02%        | Clive Leonard Tannis     |                        | Octavo Ejército de Liberación (EAL) |
| Total              | 12.544 | 70,42% | 3.203         | 17,98%        | 2.065         | 11,59%        |                          |                        |                                     |